# Николай Димитров – Джаич
Николай Димитров (роден на 4 ноември 1970 г. в Петрич) е бивш български футболист и настоящ треньор по футбол. Старши треньор на Беласица (Петрич).

## Футболна кариера
Като футболист Николай Димитров играе на позиция десен бек. В своята кариера е носил екипите на два отбора – Беласица (Петрич) (1988 – 1996) и Литекс (Ловеч) (1996 – 2005).
С Литекс е двукратен шампион на България (през 1998 г. и 1999 г.) и двукратен носител на Купата на България през 2001 г. и 2004 г. За клуба от Ловеч има 163 мача с 6 гола в А група, 15 мача в Б група и 42 мача с 1 гол в Купата на България. Също така има 21 мача за „оранжевите“ в евротурнирите.

## Статистика по сезони в Литекс
- Литекс – 1996/97 - Б група, 15 мача/0 гола
- Литекс – 1997/98 - A група, 24/1
- Литекс – 1998/99 - A група, 22/0
- Литекс – 1999/00 - A група, 28/1
- Литекс – 2000/01 - A група, 16/1
- Литекс – 2001/02 - A група, 25/0
- Литекс – 2002/03 - A група, 14/2
- Литекс – 2003/04 - A група, 23/1
- Литекс – 2004/05 - A група, 11/0